# St. Quirin (Tegernbach)

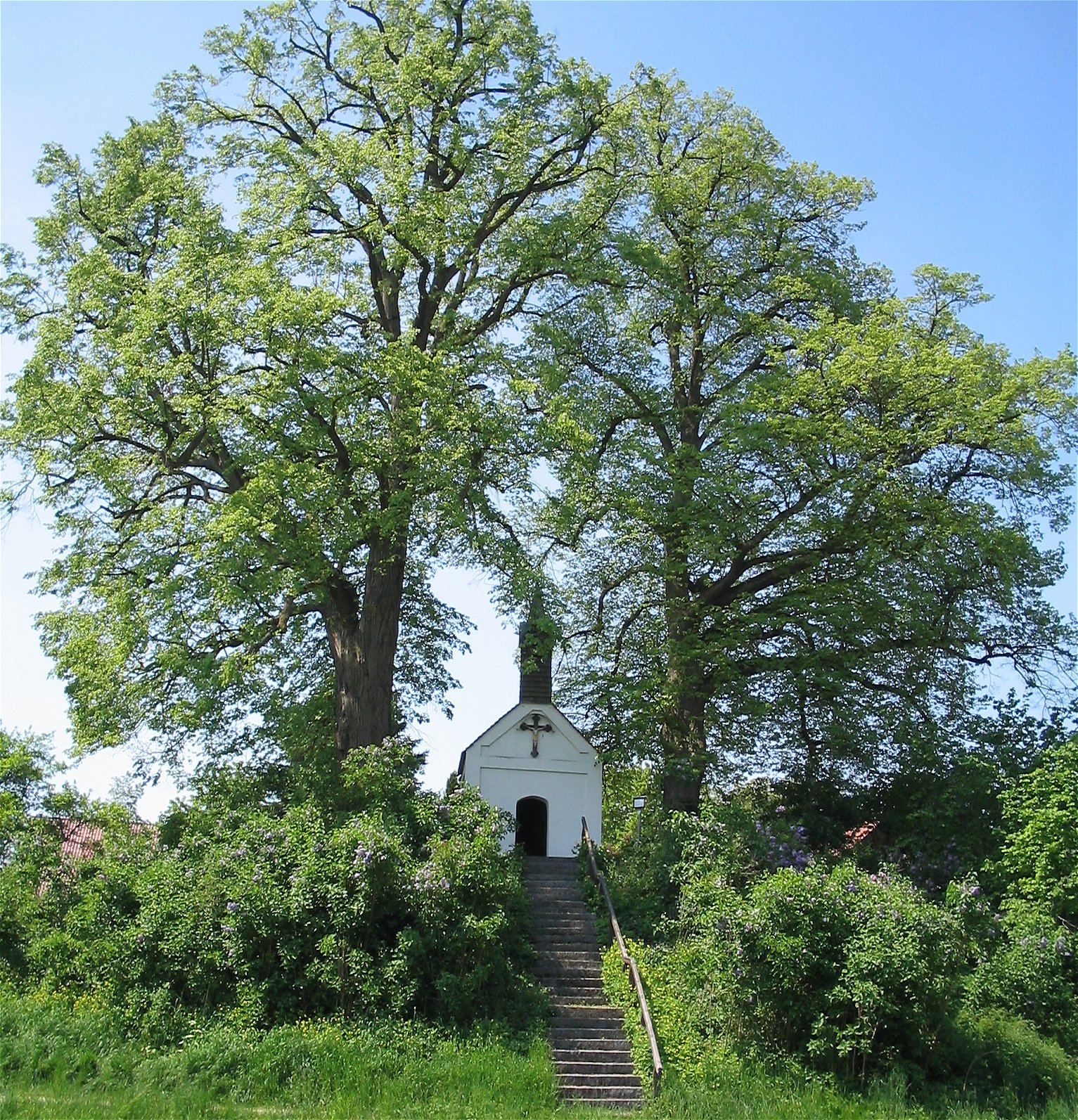
Das Kirendl mit den beiden Linden

Die Kapelle St. Quirin ist ein Sakralbau in Tegernbach, einem Ortsteil von Pfaffenhofen an der Ilm. Sie wurde 1871 auf einer kleinen Anhöhe in der Ortsmitte, dem so genannten Kirendl, erbaut. Das Patrozinium des heiligen Quirinus von Tegernsee gibt, wie auch der Ortsname, Hinweise auf enge Bindungen zum Kloster Tegernsee.

## Bau
Die Kapelle ist ein schlichter Bau. An den Kapellenraum schließt sich ein eingezogener Chor an. Die Fassade der Kapelle ist an den Längsseiten durch Rechteckblenden gegliedert. An der Stirnseite ist ein kleiner, mit Holzschindeln verkleideter Dachreiter aufgesetzt. Er schließt mit einem Spitzhelm ab.

## Linden
Das Kirendl, wie die Kapelle im Volksmund genannt wird, ist von zwei Winterlinden umrahmt, die als Naturdenkmal unter Naturschutz stehen.